# أخلاقيات الروبوتات
أخلاقيات الروبوتات هو فرع من فروع علم الأخلاق يُعنى بدراسة المشكلات الأخلاقية التي يُمكن أن نواجهها كنتيجة للتفاعل مع الإنسان الآلي أو الروبوت، مثل ما إذا كانت الروبوتات تُشكل تهديدًا للبشر على المدى البعيد أو القريب، وما إذا كانت بعض استخدامات الروبوتات تُشكل إشكالية مثل استخدام الروبوتات في الرعاية الصحية أو استخدام الروبوتات كأداة للقتل في الحروب، وكيفية تصميم الروبوتات بحيث تتصرف بشكل أخلاقي، وهو الاختصاص الذي يُعرف أيضًا بأخلاقيات الآلة. ومن ناحية أخرى، تُشير أخلاقيات الروبوتات تحديدًا إلى أخلاقيات السلوك البشري تجاه الروبوتات مع تزايد تطورها.
تُعد أخلاقيات الروبوتات فرعًا من أخلاقيات التقانة، وتحديدًا تقانة المعلومات، كما أن لها ارتباط وثيق بالجوانب القانونية والاجتماعية والاقتصادية. وقد بدأ باحثون من مجالات مُختلفة في معالجة المسائل الأخلاقية المتعلقة بتطوير تقنيات الروبوتات وتطبيقها في المجتمعات، بطريقة تضمن في الوقت نفسه سلامة الجنس البشري. وعلى الرغم من أن القضايا الأخلاقية المتعلقة بالروبوتات تُعدّ قديمة قدم الروبوتات نفسها، فإن النقاشات الأكاديمية الجادة لم تتطرق إليها سوى حوالي عام 2000. تتطلب أخلاقيات الروبوتات التزامًا مشتركًا من خبراء من مختلف التخصصات، ويتعين على هؤلاء الخبراء مواءمة القوانين واللوائح مع المشكلات الناتجة عن الإنجازات العلمية والتقنية في مجال الروبوتات والذكاء الاصطناعي. وتشمل المجالات الرئيسية التي تتناولها أخلاقيات الروبوتات كل من: الروبوتات، وعلوم الحاسوب، والذكاء الاصطناعي، والفلسفة، والأخلاق، واللاهوت، وعلم الأحياء، وعلم وظائف الأعضاء، والعلوم المعرفية، وعلوم الأعصاب، والقانون، وعلم الاجتماع، وعلم النفس، والتصميم الصناعي.

## التاريخ
كانت قصة الهروب من أوائل المنشورات التي تناولت أخلاقيات الروبوتات بشكل مباشر وأرست أسسها، وهي قصة قصيرة من قصص الخيال العلمي كتبها إسحاق عظيموف عام ١٩٤٢، وتضمنت قوانينه الثلاثة الشهيرة للروبوتات. قبل أن يُعدّل عظيموف هذه القوانين الثلاثة، ويضيف لها قانونًا رابعًا، أو قانونًا صفريا جعله يسبق القوانين الثلاثة الأولى، في سياق كتاباته في أدب الخيال العلمي. ومن المُرجّح أن يكون عالم الروبوتات جيانماركو فيروجيو هو من صاغ مصطلح أخلاقيات الروبوتات.
كان الحدث المهم الذي دفع الباحثون الأكاديميون للاهتمام بأخلاقيات الروبوتات هو الندوة الدولية الأولى حول أخلاقيات الروبوتات، والتي أقامها المعهد اللاهوتي لأكاديمية سانتا كروتشي البابوية في روما عام 2004 بالتعاون مع لمدرسة الروبوتات ومختبر الفنون في مدرسة سانت آنا العليا في بيزا. نُظمت هذه الندوة حول أخلاقيات الروبوتات كجزء من أنشطة مدرسة الروبوتات، وهي منظمة غير ربحية تهدف إلى تعزيز المعرفة بعلم الروبوتات بين الطلاب وعامة الناس. وخلال المناقشات مع الطلاب وغير المتخصصين، اعتقد عالما الروبوتات جيانماركو فيروجيو وفيوريلا أوبيرتو أنه من الضروري نشر المفاهيم الصحيحة بين عامة الناس حول المخاطر المزعومة للروبوتات، إذ اعتقد العالمان أن المناقشة المثمرة القائمة على رؤى دقيقة ومعرفة حقيقية يمكن أن تدفع الناس إلى المشاركة بنشاط في تثقيف المجتمع، وجعلهم يفهمون الاستخدامات الإيجابية للتقنيات الجديدة، والحد من إساءة استخدامها. وبعد يومين من المناقشات المكثفة، قسمت عالمة الأنثروبولوجيا دانييلا سيركي الناس من حيث الموقف الأخلاقي من الروبوتات إلى ثلاثة فئات رئيسية، وهي:
- الأشخاص الذين لا يهتمون بالأخلاقيات. وهؤلاء يعتبرون أن أفعالهم تقنية بحتة، ولا يعتقدون أن لديهم مسؤولية اجتماعية أو أخلاقية في عملهم.
- الأشخاص الذين يهتمون بالمسائل الأخلاقية قصيرة المدى. والتي تُشير إلى الجانب الجيد أو السيئ في التقنية، وتشير إلى بعض القيم الثقافية. على سبيل المثال، يعتقد هؤلاء الأشخاص أن على الروبوتات الالتزام بالأعراف الاجتماعية. والتي تشمل احترام البشر ومساعدتهم في مجالات متنوعة، مثل تطبيق القوانين أو مساعدة كبار السن، وهي بالفعل اعتبارات مهمة، ولكن يجب أن نتذكر أن القيم المستخدمة لتعريف السيئ والجيد نسبية، مثل القيم المعاصرة بالنسبة للدول الصناعية.
- الأشخاص الذين يفكرون من منظور المسائل الأخلاقية طويلة المدى، مثل الفجوة الرقمية بين الجنوب والشمال، أو بين الشباب وكبار السن. إنهم يدركون الفجوة بين الدول الصناعية والدول النامية، ويتساءلون عما إذا كان ينبغي على الدول الصناعية تغيير أسلوبها في تطوير الروبوتات لتكون أكثر فائدة لدول الفقيرة.

### الفعاليات والأنشطة
نُظمت العديد من الفعاليات والندوات والمُناقشات والأنشطة في مجال أخلاقيات الروبوتات منذ ندوة عام 2004 الدولية الأولى حول أخلاقيات الروبوتات وحتى الآن، وكان من أبرز هذه الفعاليات ما يلي:
- أنشأ معهد مهندسي الكهرباء والإلكترونيات في عام 2004 لجنة فنية معنية بأخلاقيات الروبوتات.
- في 25 فبراير (شباط) 2004، صدر إعلان فوكوكا العالمي للروبوتات في مدينة فوكوكا باليابان.[7]
- نظمت اللجنة الفنية لأخلاقيات الروبوتات التابعة لمعهد مهندسي الكهرباء والإلكترونيات في 10 أبريل (نيسان) عام 2005 ورشة عمل حول أخلاقيات الروبوتات في مدينة برشلونة بإسبانيا.
- شاركت ورشة عمل أخلاقيات الروبوتات التابعة لمعهد مهندسي الكهرباء والإلكترونيات خلال الفترة ما بين عامي 2005-2006 في مشروع يورون الذي نسقته كلية الروبوتات بحضور عدد كبير من علماء الروبوتات والباحثين في العلوم الإنسانية، والذين وضعوا أول خارطة طريق لأخلاقيات الروبوتات في شهري فبراير ومارس ٢٠٠٦ في مدينة جنوة بإيطاليا.
- في 20 فبراير (شباط) 2006 عقد معهد مهندسي الكهرباء والإلكترونيات أول مؤتمر دولي حول الروبوتات الطبية الحيوية والميكاترونيات الحيوية؛ وأقام على هامش المؤتمر ندوة مصغرة حول أخلاقيات الروبوتات في مدينة بيزا بإيطاليا.
- أقام مشروع إيثيكبوتس الأوروبي خلال يومي 17-18 أكتوبر (تشرين الأول) 2006 ورشة عمل دولية بعنوان «أخلاقيات التفاعل البشري مع الأنظمة الروبوتية والآلية والذكاء الاصطناعي: المفاهيم والسياسات» في مدينة نابولي بإيطاليا.
- في ١٤ أبريل (نيسان) ٢٠٠٧، نظمت اللجنة الفنية لأخلاقيات الروبوت التابعة لمعهد مهندسي الكهرباء والإلكترونيات ورشة عمل أخرى حول أخلاقيات الروبوتات ضمن فعاليات المؤتمر الدولي للروبوتات والأتمتة، والذي أقيم في مدينة روما بإيطاليا.
- عقدت جامعة ستانفورد في مدينة بالو ألتو بولاية كاليفورنيا في الولايات المتحدة الأمريكية المؤتمر الدولي للذكاء الاصطناعي والقانون خلال الفترة ما بين يومي ٤-٨ يونيو (حزيران) ٢٠٠٧.
- عقدت جامعة توينتي بهولندا خلال الفترة ما بين يومي ٢١-٢٣ يونيو (حزيران) ٢٠٠٧ المؤتمر الأوروبي الدولي للحوسبة والفلسفة، والذي ناقش موضوع أخلاقيات الروبوت.
- أقامت جامعة سان دييغو بولاية كاليفورنيا في الولايات المتحدة الأمريكية خلال يومي ١٢-١٤ يوليو (تموز) ٢٠٠٧ مُناقشة بعنوان «الاستقصاء الفلسفي في أخلاقيات الحاسوب».
- في ٢٠ فبراير (شباط) ٢٠٠٨، أقيمت ندوة دولية بعنوان «الروبوتات: علم جديد» في مدينة روما بإيطاليا.
- في ١٧ مايو (أيار) ٢٠٠٩، نظمت اللجنة التقنية التابعة لمعهد مهندسي الكهرباء والإلكترونيات ورشة عمل أخرى حول أخلاقيات الروبوت ضمن فعاليات المؤتمر الدولي للروبوتات والأتمتة، والذي أقيم في مدينة كوبي باليابان.
- نظمت جامعة ميامي بولاية فلوريدا في الولايات المتحدة الأمريكية عام ٢٠١٢ مؤتمرًا بعنوان «نحن الروبوت ٢٠١٢».
- في فبراير (شباط) ٢٠١٣ أقامت جامعة شيفيلد ورشة عمل حول أخلاقيات الروبوتات في مقاطعة جنوب يوركشاير بإنجلترا.
- عقدت جامعة ستانفورد في مدينة بالو ألتو بولاية كاليفورنيا في الولايات المتحدة الأمريكية عام ٢٠١٣ مؤتمر «نحن الروبوت ٢٠١٣ - الانطلاق نحو العمل».
- في عام ٢٠١٤، نظمت جامعة ميامي بولاية فلوريدا في الولايات المتحدة الأمريكية مؤتمر «نحن الروبوت ٢٠١٤ - المخاطر والفرص».
- نظمت جامعة ستانفورد في مدينة بالو ألتو بولاية كاليفورنيا في الولايات المتحدة الأمريكية بالتعاون مع جمعية جمعية النهوض بالذكاء الاصطناعي ندوة ستانفورد الربيعية بعنوان «الاعتبارات الأخلاقية والمعنوية في الكائنات غير البشرية».
- خلال مؤتمر قمة الاستثمار المستقبلي الذي عُقد في مدينة الرياض بالمملكة العربية السعودية عام 2017، مُنح روبوت يُدعى صوفيا، ويُشار إليه بضمير المؤنث الجنسية السعودية، ليُصبح أول روبوت على الإطلاق يحصل على جنسية دولة..[8][9] أثار هذا جدلاً واسعاً بسبب الغموض المحيط بالعديد من القضايا، مثل ما إذا كان بإمكان صوفيا التصويت أو الزواج، أو ما إذا كان إيقاف تشغيل النظام المتعمد يُعتبر جريمة قتل. كما أثار التناقض بين الحقوق الممنوحة للمرأة السعودية واعتبار السعودية للروبوت مواطناً سعوديا انتقادات العديد من مقدمي الأخبار.[10][11]
- أقر البرلمان الأوروبي في عام 2017 قراراً موجهاً إلى المفوضية الأوروبية بشأن قواعد القانون المدني المتعلقة بالروبوتات.[12]
- تأسس في عام 2017 في مدينة نيويورك بالولايات المتحدة الأمريكية معهد الذكاء الاصطناعي الآن كجزء من جامعة نيويورك، وهو معهد أبحاث يدرس الآثار الاجتماعية للذكاء الاصطناعي.
- في عام ٢٠٢٠، تأسس حزب غير البشر للدفاع عن حقوق الروبوتات والحيوانات والبيئة غير البشرية على نطاق أوسع.[13]
- نظمت جامعة ميامي في ولاية فلوريدا بالولايات المتحدة الأمريكية في ٢٣ سبتمبر (أيلول) ٢٠٢١ مؤتمر «نحن الروبوت ٢٠٢١».

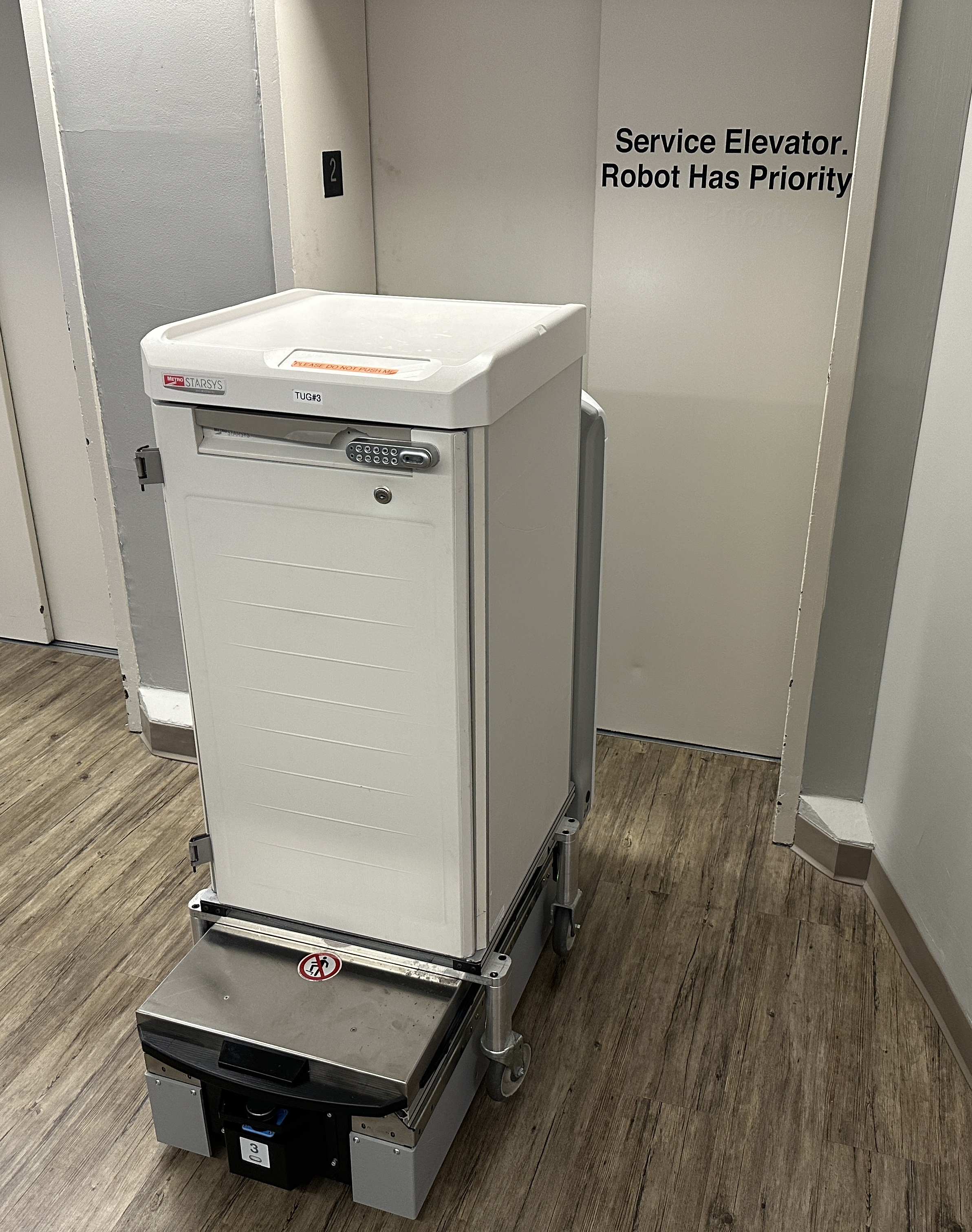
روبوت توصيل مُستخدم في مستشفى يقف أمام أبواب المصعد، حيث يعلن الروبوت أن له الأولوية في استخدام المصعد، وهو ما يُمكن اعتباره تمييزًا عكسيًا من الروبوت تجاه البشر

أشارت عالمة الحاسوب فيرجينيا ديغنوم في عدد شهر مارس (أذار) 2018 من مجلة الأخلاق وتقانة المعلومات إلى أن الموقف المجتمعي العام تجاه الذكاء الاصطناعي قد تحول في العصر الحديث من مجرد أداة إلى اعتباره زميلًا ذكيًا. كما أشارت فيرجينيا ديغنوم في نفس المقال إلى أن للمفكرين الأخلاقيين ثلاثة أهداف فيما يتعلق بالذكاء الاصطناعي يمكن تحقيق كل منها في العصر الحديث من خلال التفكير والتنفيذ الدقيقين. وتتمثل هذه الأهداف الأخلاقية الثلاثة فيما يلي:
- مراعاة الأخلاقيات من خلال التصميم والتكامل التقني/الخوارزمي لقدرات التفكير الأخلاقي كجزء من سلوك النظام الاصطناعي المستقل.
- مراعاة الأخلاقيات في تصميم (الأساليب التنظيمية والهندسية التي تدعم تحليل وتقييم الآثار الأخلاقية لأنظمة الذكاء الاصطناعي، حيث تدمج هذه الأنظمة أو تحل محلها.
- مراعاة أخلاقيات التصميم بالنسبة لمدونات السلوك والمعايير وعمليات الاعتماد التي تضمن نزاهة المطورين والمستخدمين أثناء بحثهم وتصميمهم وبنائهم واستخدامهم وإدارة أنظمة الذكاء الاصطناعي.[19]